# Juxtlahuaca, Guerrero
Juxtlahuaca är en ort i Mexiko.   Den ligger i kommunen Quechultenango och delstaten Guerrero, i den södra delen av landet, 220 km söder om huvudstaden Mexico City. Juxtlahuaca ligger 865 meter över havet och antalet invånare är 908.
Terrängen runt Juxtlahuaca är lite bergig. Runt Juxtlahuaca är det ganska glesbefolkat, med 39 invånare per kvadratkilometer. Närmaste större samhälle är Chilapa de Alvarez, 18,6 km norr om Juxtlahuaca. I omgivningarna runt Juxtlahuaca växer huvudsakligen savannskog.